# NGC 3545B
NGC 3545B (другие обозначения — MCG 6-25-16, ZWG 185.15, VV 182, KCPG 273A, PGC 33893) — галактика в созвездии Большая Медведица.
Этот объект не входит в число перечисленных в оригинальной редакции «Нового общего каталога» и был добавлен позднее.